# Sławin (Lublin)
Sławin – dzielnica Lublina w północno-zachodniej części miasta.

## Historia
Na terenie Sławina odkryto zabytki wielu kultur archeologicznych z okresów neolitu, epoki brązu i epoki żelaza. Do pierwszej grupy należą pozostałości kultury malickiej, datowane na 2 poł. V tysiąclecia p.n.e., lubelsko-wołyńskiej, pucharów lejkowatych i amfor kulistych. Do drugiej i trzeciej należą zabytki kultur łużyckiej i przeworskiej, a także znaleziska z okresu wpływów starożytnego Rzymu i średniowiecza. W 2023 na terenie Ogrodu Botanicznego UMCS odkryto także, nieznany wcześniej, cmentarz z okresu XI – XIII wieku.
W drugiej połowie XVI wieku Sławin był wsią szlachecką, położoną w powiecie lubelskim województwa lubelskiego. Sławin należał do rodziny Firlejów, wywodzących się z pobliskiej Dąbrowicy. W XVIII wieku wydzielono z niego Sławinek, a wraz z nim – dworek (obecnie teren Ogrodu Botanicznego UMCS). Pozostałą część obecnej dzielnicy stanowił majątek Partanina, rozparcelowany po 1945 roku pomiędzy dawnych fornali. W jego części utworzono Spółdzielnię Produkcyjną. Za Królestwa Polskiego istniała gmina Sławin.

## Turystyka
W obrębie dzielnicy znajdują się skansen Muzeum Wsi Lubelskiej oraz Ogród Botaniczny UMCS, a także ujęcie wody i stacja pomp. Stąd zaczyna się szlak rowerowy (czerwony) do Nałęczowa i Kazimierza Dolnego oraz trzy szlaki piesze: do Nałęczowa i Kazimierza Dolnego (czerwony) oraz biegnący doliną Ciemięgi (niebieski).

## UOKS Sławin Lublin

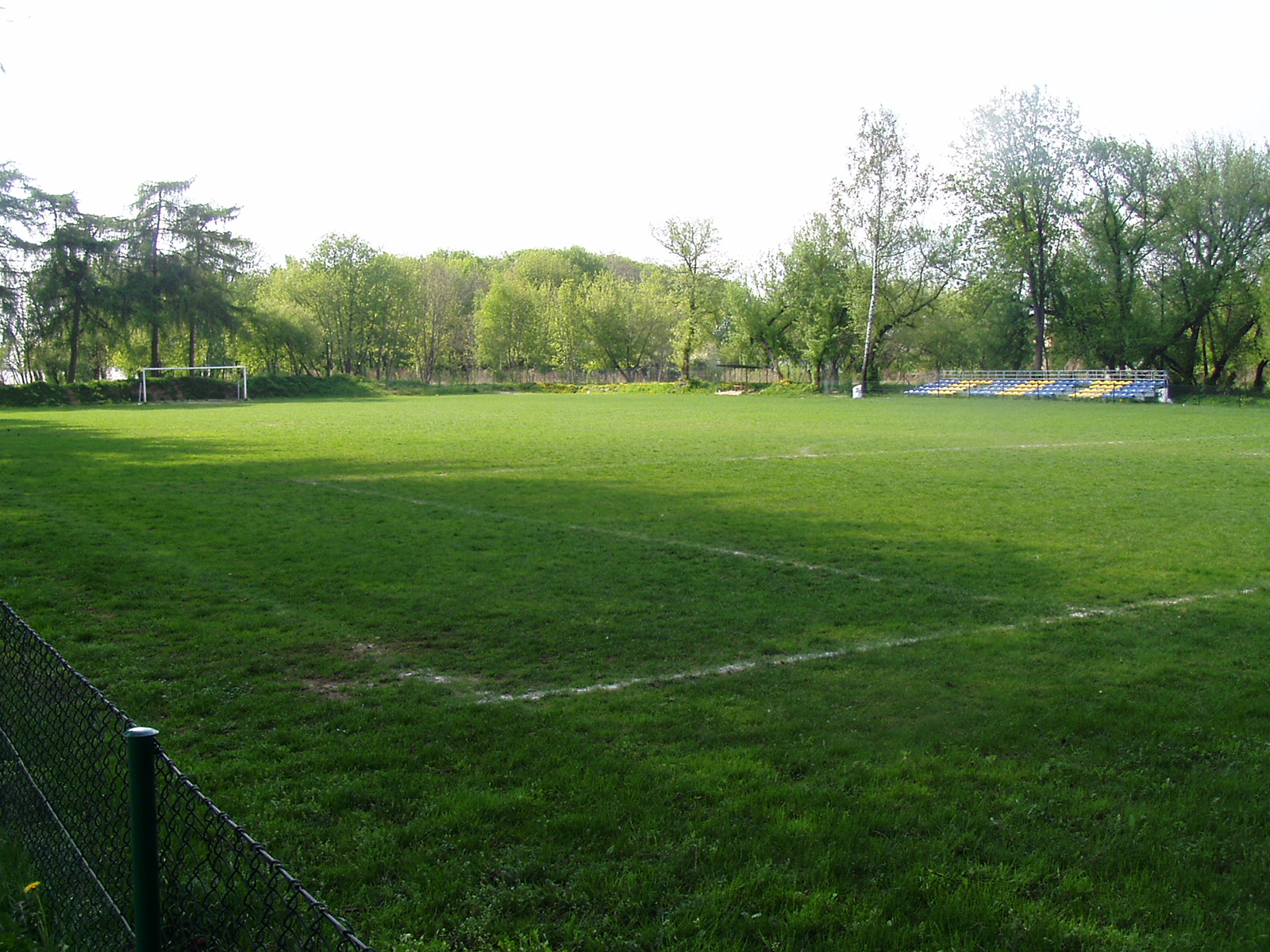
Boisko, na którym występował zespół seniorów Sławina Lublin

Na terenie dzielnicy działa od 2002 roku klub piłkarski UOKS Sławin Lublin. Klub Sławin Lublin założono w czerwcu 2003 z inicjatywy Jerzego Popka, późniejszego trenera drużyny seniorów oraz Janusza Kołodyńskiego, prezesa klubu. Nazwę przyjął od dzielnicy, z której pochodziła kadra nowo utworzonego zespołu. Początkowo klub gościł drużyny przyjezdne na boisku przy ul. Magnoliowej na Bazylianówce, jednak już w maju 2004 roku przeniósł się na nowo powstałe boisko przy ul. Świerkowej na Sławinie.
W pierwszym sezonie rozgrywek B-klasy drużyna zajęła 4. miejsce, rok później uplasowała się na 3. pozycji. Sezon 2005/2006 przyniósł klubowi pierwszy w historii awans do A-klasy; zespół zajął 2. miejsce, które wówczas premiowane było promocją do wyższej klasy rozgrywkowej.
Po trzech latach występów w A-klasie i zajęciu pierwszego miejsca pod koniec sezonu 2008/2009, UOKS uzyskał awans do lubelskiej klasy okręgowej. Wymogi licencyjne na tym poziomie rozgrywek wymusiły na klubie dostawienie liczącą 116 krzesełek trybunę, wyremontowanie budynku klubowego oraz ogrodzenie boiska. W pierwszym sezonie występów w lidze okręgowej Sławin zajął szóste miejsce. W kolejnym zespół spadł do A klasy. W sezonie 2011/2012 UOKS Sławin zwyciężył w rozgrywkach A-klasy i awansował ponownie do lubelskiej klasy okręgowej.
Najlepszym osiągnięciem klubu był dwukrotny awans do ćwierćfinału Pucharu Polski na szczeblu okręgowym w sezonie 2007/2008 oraz 2008/2009. Sławin, wówczas jako zespół A-klasowy, zanotował kilka zwycięstw z wyżej notowanymi rywalami między innymi z piątoligowym Sygnałem Lublin oraz czwartoligowymi Wisłą Puławy i Janowianką Janów Lubelski.
Przed rozpoczęciem sezonu 2014/2015 klub rozwiązał drużynę seniorów, ze względu na przejęcie wybudowanych przez społeczność klubu obiektów sportowych przez nową szkołę – Zespół Szkół nr 12. W klubie pozostały grupy młodzieżowe, które stopniowo rozwijane są we współpracy z nową szkołą.

## Administracja
Granice dzielnic administracyjnych Sławina określa statut dzielnicy uchwalony 19 lutego 2009. Granice Sławina tworzą: od północy i zachodu granica miasta, od wschodu ul. Poligonowa – ul. gen. B. Ducha, a od południa al. „Solidarności” i Czechówka.
Powierzchnia dzielnicy wynosi 8,29 km². Według stanu na 30 czerwca 2018 na pobyt stały na Sławinie było zarejestrowanych 12 001 osób.